# Flávio Barros
Flávio Barros Souza (Rio de Janeiro, 23 de janeiro de 1978) , mais conhecido como Flávio Barros ou simplesmente Flávio, é um ex-futebolista brasileiro que atuava como atacante.
Flávio é conhecido por ter jogado no Flamengo, em 2004, fazendo parte da equipe que sagrou-se campeã carioca daquele ano. De acordo com o site FlaEstatística, defendeu as cores do clube em 10 jogos e anotou 2 gols, um deles num clássico contra o Vasco da Gama.
Em 2020, alguns anos após pendurar as chuteiras, Flávio virou notícia por organizar a Copa Rei da Vila Kennedy, um torneio de futebol para moradores desta comunidade carioca.

## Títulos
Nacional-URU
- Campeonato Uruguaio: 2002[8]

Flamengo
- Campeonato Carioca: 2004